# Im – Great Priest Imhotep
Im – Great Priest Imhotep (jap. Im～イム～) ist eine Mangaserie von Makoto Morishita, die von 2015 bis 2018 in Japan erschien. Das Werk ist in die Genres Shōnen, Comedy, Action und Drama einzuordnen und wurde in mehrere Sprachen übersetzt.

## Inhalt
Auf der Jagd nach den Magai, uralten bösen Geistern, strandet der ägyptische Hohepriester Imhotep im modernen Japan. Ohne Wissen über die moderne Welt um ihn herum zieht er allerlei Ärger auf sich und trifft schließlich auf die Schülerin Hinome Hawakata. Ihr Vater sammelt Artefakte und ist leicht von allem Altertümlichen zu begeistern. Hinome hängt das Gerücht an, verflucht zu sein und Feuer zu spucken, weswegen ihre Klassenkameraden sie meiden. Und tatsächlich schießen Hinome Flammen aus dem Mund, wenn sie diesen öffnet. Dieser Fluch wird von einem Magai verursacht, der von ihr Besitz ergriffen hat. Imhotep kann sie von dem Fluch befreien und den Magai exorzieren. Da ihm das dunkle Haus der Familie Hawakata gefällt, erklärt er es zu seinem Palast, nistet sich ein und von hier aus die Magai bekämpfen. Hinomes Vater verehrt Imhotep und ist im Gegensatz zu seiner Tochter sofort einverstanden. Kurz darauf stößt ein kleiner Anubis-Gott zu ihnen. Er wurde gesandt, um Imhotep zu überwachen. Der will sich dem nicht beugen, aber da das kleine Wesen hilfreich sein könnte und darauf angewiesen ist, endlich einen Erfolg vorzuweisen, nimmt er ihn als Lehrling auf.
Von da an wird Imhotep beim Aufspüren und Austreiben der Magai von dem Anubis begleitet. Auch Hinome ist meist dabei, auch wenn sie mit all dem eigentlich nichts zu tun haben will. Doch Imhotep mag sie und erklärte sich zum ersten Freund des bisher von allen gemiedenen Mädchens. In der für alle perfekt anmutenden, doch unter dem sozialen Druck leidenden Mitschülerin Kobushi findet Hinome bald eine weitere Freundin. Doch bald treffen sie bei der Jagd nach Magai auf Harugo Misora, Oberpriester der japanischen Amen-Bruderschaft. Er fordert Imhotep zum Kampf, da er nicht akzeptieren will, dass er es ist, der die Magai bekämpfen soll. Dies ist eigentlich die Aufgabe der Bruderschaft, aber auf Weisung der Schöpfungsgötter wurde nun Imhotep für diese Aufgabe wiederbelebt. Durch die Begegnung erfährt Hinome, dass Imhotep die Magai in die Welt brachte. Im alten Ägypten war er mit Prinz Djoser befreundet. Gemeinsam mit seinem Freund wollte Djoser ein besseres Land aufbauen. Doch er sollte geopfert werden, um das Miasma aus der Hölle zu reinigen, das andernfalls drohte, in das Diesseits überzulaufen. Der Versuch Imhoteps, seinen Freund zu retten, schlägt fehl und öffnet das Tor zur Hölle, aus dem die Magai in die Welt kommen. Von ihnen wurde auch Misoras Familie getötet, weswegen er Imhotep nicht trauen will. Aber nachdem der um Verzeihung bittet und da Hinome mit ihm dennoch befreundet ist und ihm verzeiht, will Misora ihn doch seine Aufgabe erledigen lassen.

## Veröffentlichung
Die Serie erschien von Januar 2015 bis August 2018 im Magazin Shōnen Gangan beim Verlag Square Enix. Dieser brachte die Kapitel auch in elf Sammelbänden heraus. Eine deutsche Übersetzung der Serie erschien von  November 2018 bis April 2021 bei Carlsen Manga mit allen elf Bänden. Eine englische Fassung wird von Yen Press veröffentlicht, eine spanische von Norma Editorial, eine chinesische bei Tong Li Publishing und eine französische bei Éditions Ki-oon. In Polen kam die Serie bei Studio JG heraus.